# Balance des invisibles
Pour les articles homonymes, voir balance.
La balance des invisibles ou la balance des services est dans le domaine de l'économie la différence entre la somme des services exportés et la somme des services importés. Elle est dite "des invisibles" car elle traite de biens non physiques. La balance des invisibles sert à calculer la balance des biens et services.

## Description
Les pays dont l'activité économique est à dominante industrielle disposent d'une structure de leur balance commerciale centrée sur les exportations de biens. Toutefois, les pays post-industriels, où la part de l'industrie dans le PIB s'est réduite, exportent parfois plus de services que de biens. Cela a nécessité la création du concept de balance des invisibles, qui rend compte de ces services.
Les pays développés post-industriels sont ceux qui disposent de la balance des invisibles la plus importante. Si le Japon et l'Allemagne sont des grandes puissances industrielles exportatrices, le Royaume-Uni et l'Arabie saoudite, qui génèrent beaucoup de revenus grâce à leurs services financiers, exportent beaucoup d'invisibles.
La France a une balance des invisibles non-financiers positive, ayant en 2018 exporté pour 105,2 milliards d'euros, et ayant importé pour 95,7 milliards. Elle a eu une balance des invisibles positive pendant une majeure partie du XXe siècle.
On retrouve par exemple dans cet agrégat les revenus issus du tourisme (logement, transport, etc.), les revenus issus de la vente des licences. La balance des invisibles est étroitement liée au secteur tertiaire.